# Phlugis gigantea
Phlugis gigantea är en insektsart som beskrevs av Nickle 2003. Phlugis gigantea ingår i släktet Phlugis och familjen vårtbitare. Inga underarter finns listade i Catalogue of Life.